# CAC 40
CAC 40 är Frankrikes huvudsakliga aktieindex.
CAC 40 består av fyrtio aktier som är noterade på Parisbörsen (numera Euronext Paris). Vilka aktier som ingår i indexet beror på företagens börsvärde och aktieomsättning. Basdatum för CAC 40 är den 31 december 1987, med värdet 1000.

## Indexberäkning
Indexet beräknas som det kapitaliserade genomsnittet av aktiekurserna för de 40 största aktiebolagen i Parisbörsen (Euronex Paris). Vart och ett av de fyrtio aktiebolagen har sitt eget index som viktas efter börsvärdet av dess värdepapper som finns tillgängliga på marknaden. Vikten varierar från företag till företag beroende på dess free float-värde. Under vägningen minskas företagets vikt till en maxvikt på 15 % i CAC 40.
Sedan den 1 december 2003 vid kapitaliseringsberäkning beaktas endast aktier i fritt flytande.
Indexet beräknas var 30:e sekund på börsdagar från 9:00 till 17:30 CET.

## Urvalskriterier
Sammansättningen av CAC 40 uppdateras kvartalsvis av en expertkommitté Conseil Sientifique des Indices (CSI). Ändringar träder alltid i kraft den tredje fredagen i mars, juni, september och december. Antalet aktier i fritt flytande revideras varje september.
Den 17 september 2021 inkluderades Eurofins Scientific i CAC 40 medan Atos SE åkte ut. Då såg indexets sammansättning ut enligt nedan:
- Air Liquide
- Airbus
- Alstom
- ArcelorMittal
- Axa
- BNP Paribas
- Bouygues
- Capgemini
- Carrefour
- Crédit Agricole
- Danone
- Dassault Systèmes
- Engie
- Essilor
- Eurofins Scientific
- Hermès
- Kering
- Legrand
- L'Oréal
- LVMH
- Michelin
- Orange
- Pernod Ricard
- Publicis Groupe
- Renault
- Safran
- Saint-Gobain
- Sanofi
- Schneider Electric
- Société Générale
- Stellantis
- STMicroelectronics
- Teleperformance
- Thales
- Total
- Unibail-Rodamco
- Veolia
- Vinci
- Vivendi
- Worldline